# Fresles
Fresles är en kommun i departementet Seine-Maritime i regionen Normandie i norra Frankrike. Kommunen ligger i kantonen Neufchâtel-en-Bray som tillhör arrondissementet Dieppe. År 2022 hade Fresles 229 invånare.

## Befolkningsutveckling
Antalet invånare i kommunen Fresles
| Referens: INSEE |